# Famille Mangin
Pour les articles homonymes, voir Mangin.
 (novembre 2024).
La famille Mangin de Nantes est une famille dont les membres ont joué un rôle important dans la presse et dans la vie politique de cette ville à la fin du XVIIIe siècle et au XIXe siècle. Son nom est attaché aux journaux libéraux puis républicains L'Ami de la Charte (1819-1837), Le National de l'Ouest (1837-1851) et Le Phare de la Loire (1852-1944), ce dernier transmis à la famille Schwob en 1876.

## Louis-Victor Mangin (1752-1825)

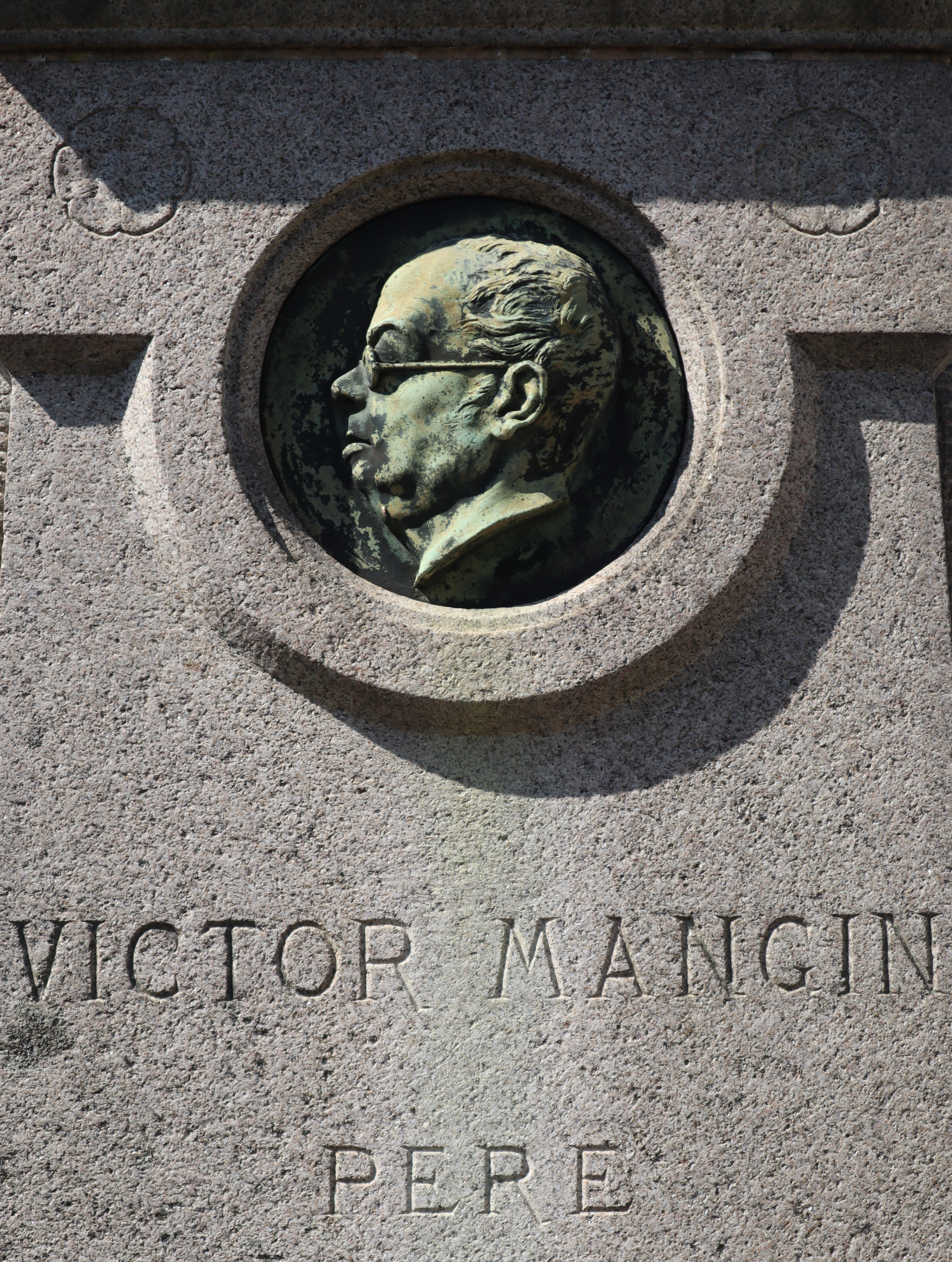
Tombe de Victor Mangin, père, au cimetière de Miséricorde.

Louis Victor Aimé François Mangin naît le 2 octobre 1752 à Paris. Il est le fils de Charles Mangin (1721-1807), architecte (tours de l'église Saint-Sulpice...), et de Jeanne Françoise Laillaud. Après des études secondaires classiques, il devient employé de commerce.
Après son arrivée à Nantes, il épouse d'abord Elisabeth Bouglé, puis, veuf, se remarie le 17 avril 1806 avec Marie Marguerite Lezac, 46 ans, commerçante.
La "petite poste" de Nantes (1777)
Le 3 octobre 1777, son père, qui est aussi un homme d'affaires, obtient un privilège pour créer le service de la "petite poste" à Nantes, c'est-à-dire la distribution du courrier à domicile. Il confie la gestion de l'entreprise à Louis Victor qui s'installe à Nantes.
L'entreprise est d'abord localisée quai de la Poterne (actuellement allée Flesselles) puis rue Dauphine (rue Jean-Jacques Rousseau). Elle emploie un contrôleur et 9 préposés, 6 pour la ville et les faubourgs, 3 pour la campagne. Louis Victor Mangin se lance dans d'autres entreprises : une "poste maritime", avec les colonies ; un almanach, le Calendrier du Commerce.
La Correspondance maritime (1782) et ses avatars
En 1782, il reçoit une permission pour un périodique d'abord bimestriel, La Correspondance maritime, consacré aux informations commerciales pour Nantes et Bordeaux (cours des biens coloniaux...), mais où peuvent être publiés des articles sur des sujets connexes : comment lutter contre le scorbut, etc. En revanche, il n'est pas autorisé à écrire sur la politique, compte tenu du privilège de quelques journaux parisiens, ni à publier des petites annonces, réservées au journal Les Affiches de Nantes, créé en 1757 par Joseph-Mathurin Vatar.
En 1785, La Correspondance maritime devient La Feuille maritime ; la publication se poursuit durant les premières années de la Révolution, y compris pendant la Terreur, compte tenu de son caractère non politique. Louis Victor Mangin exprime cependant clairement son soulagement après la condamnation à mort de Carrier en décembre 1794. Durant l'année 1794, Victor Mangin mène même à bien une opération sur son principal concurrent, Les Affiches de Nantes. L'organe résultant de cette fusion est appelé La Feuille de Nantes.
L'imprimerie Mangin (1804)
En 1804, il crée son propre atelier d'imprimerie tout en poursuivant l'édition de La Feuille nantaise.
Relations avec le Journal de Nantes (famille Malassis-Mellinet)
Lors de la Restauration, des pourparlers ont lieu avec Rosalie-Anne Malassis, épouse Mellinet, qui dirige le Journal de Nantes, en difficultés financières. Mais les autorités (préfet, Ministres de l'Intérieur) ne veulent pas que Victor Mangin prenne le contrôle d'une organe qui leur est nettement favorable et imposent un partage des domaines d'information. Par exemple, la Feuille ne peut pas publier d'articles politiques, mais peut en reproduire (revue de presse appelée "Précis") tandis que Journal n'a pas le droit aux annonces commerciales.
C'est aussi à cette époque que Louis Victor Mangin associe son fils à la gestion de l'entreprise.
L'Ami de la Charte (1819)
En 1819, le gouvernement établit un régime de presse un peu plus libéral.
Le 4 août 1819, paraît le premier numéro de L'Ami de la Charte, journal paraissant d'abord tous les deux jours sur 4 pages, qui ne remplace pas La Feuille nantaise dont la publication se poursuit. C'est un vrai journal, pouvant parler de tout sans censure préalable (en contrepartie, le Journal de Nantes est libéré de ses obligations de 1815), dans une optique libérale, c'est-à-dire à l'époque favorable à Louis XVIII et opposé aux ultras. Il connaît le succès commercial ainsi que des réactions hostiles, telles que le barbouillage de ses affiches d'annonce où le mot "Charte" est remplacé par un autre mot.
Par la suite, Victor Mangin laisse la direction de L'Ami de la Charte à son fils, tandis qu'il s'occupe de La Feuille ; il se consacre aussi à des travaux littéraires, traductions du latin ou œuvres personnelles. Il fait partie de la Société académique de Nantes.
Il meurt le 23 septembre 1825 à Nantes. Depuis, la place située au nord du pont de Pirmil a été baptisée en sa mémoire, et celle de son petit-fils Victor, le 26 août 1886.
Il avait deux fils : Charles-Victor, qui suit, et Théodore qui sera directeur des Postes à Boulogne-sur-Mer puis Calais. Théodore aura trois enfants dont le plus connu est Arthur Mangin, journaliste et vulgarisateur scientifique.

## Charles-Victor Mangin (1787-1853)

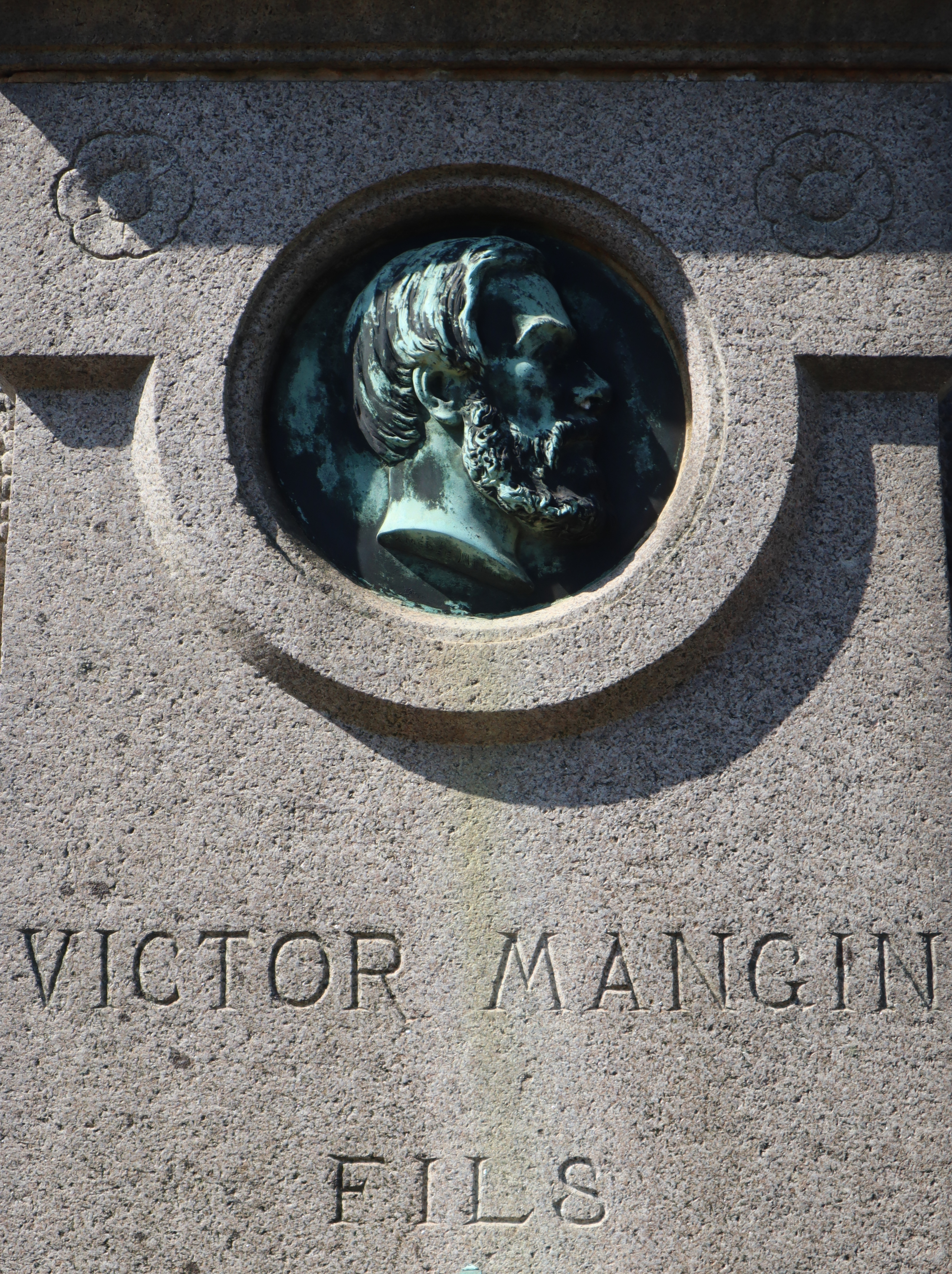
Tombe de Victor Mangin, fils, au cimetière de Miséricorde.

Charles Victor Amédée Mangin, fils du précédent, épouse Antoinette Rosalie (Mangin), dont il a : Victor (1819), Félix (23 avril 1823), Evariste (1825), Rosalie (29 novembre 1826).
Associé dès 1815 à la gestion de l'entreprise familiale, il est différent de son père, physiquement (il a un style d'aristocrate artiste) et politiquement : il est nettement plus libéral (le préfet écrit "ultralibéral") et surtout anticlérical.
En 1819, il participe à la création du journal L'Ami de la Charte (sous-titré : Journal politique, littéraire et d'avis de Nantes).
Il en assure la direction effective dans les dernières années de la vie de son père. Il rachète lui-même un brevet d'imprimeur (celui de Brun). Après l'attentat contre le duc de Berry, fils du comte d'Artois, la censure est rétablie et L'Ami de la Charte est encore moins apprécié des autorités. Le propriétaire des locaux pousse à un déménagement (1 rue du Calvaire, puis 25 quai de la Fosse).
En 1837, ce journal devient le National de l'Ouest, d'orientation républicaine.
Le National de l'Ouest est interdit le 25 décembre 1851 en raison de son opposition affichée au coup d'état de Louis-Napoléon Bonaparte ; Victor Mangin fait reparaître dès janvier 1852 son journal, théoriquement nouveau, sous le titre Le Phare de la Loire.

## Victor Mangin (1819-1867)
Victor Aimé Eugène Napoléon Mangin, fils de Charles-Victor, naît le 10 février 1819, à Nantes.
Élève du Collège royal de Nantes.
En 1840, il présente un recueil de poèmes à Victor Hugo avec qui il restera en contact par la suite et qui serai un abonné du journal au moins sous le Second Empire.
Il écrit un roman : Simone et Camille (1842), des pièces de théâtre.
Le 7 juin 1842, il épouse à Nantes Félicité Émilie Caroline Mallet, 24 ans ; l'acte de mariage le définit comme "littérateur". En 1849, a lieu la naissance d'une fille, Gabrielle Marie Céline.
Il joue aussi un rôle dans la vie politique locale, notamment sous la Seconde République.
Il prend la direction du journal en 1853. Il maintient une ligne d'opposition au régime impérial et subit plusieurs procès.
Il meurt le 7 novembre 1867 à Nantes après quelques mois de maladie. Le journal reçoit une lettre d'hommage de Victor Hugo.
La place Victor-Mangin à Nantes, a été baptisée en son honneur en 1886.

## Evariste Mangin (1825-1901)
Evariste Victor Joseph Mangin, frère du précédent, naît le 7 août 1825 à Nantes.
Second fils de Charles-Victor, il succède à son frère à la direction du Phare en 1867.
Lui aussi subit plusieurs procès sous l'Empire, avec le rédacteur Léon Laurent-Pichat.
En 1867, il participe à la campagne contre la guerre qui menace entre la France et la Prusse, en même temps que Frédéric Passy dans le journal Le Temps. Le 5 mai 1867, Le Phare publie une "Adresse au peuple allemand", qui appelle à une réconciliation et à la coopération entre les deux peuples. En septembre 1867, Evariste participe ainsi qu'Ange Guépin et Charles-Louis Chassin, à la fondation à Genève de la Ligue internationale de la paix et de la liberté, dont les leaders sont  Garibaldi et Bakounine. En 1870, après la déclaration de guerre, le journal est l'objet de manifestations nationalistes hostiles, mais Evariste Mangin maintient fermement sa ligne pacifiste.
Il installe le journal dans des locaux modernes rue Scribe au numéro 6.
En 1870, il héberge une publication satirique, Le Chat botté.
En 1876, il vend le journal à George Schwob, directeur du journal républicain de Tours et conseiller municipal de cette ville. Le journal a alors 4 000 abonnés, surclassant largement ses concurrents.
Il fait ses adieux dans le numéro du 1er juillet 1876.
Il meurt en juillet 1901 à Nice et est inhumé à Nantes au cimetière Miséricorde.

## Maxime Giraud-Mangin
Maxime Victor Joseph Giraud(-Mangin) naît le 12 août 1869 à Nantes. Il est le fils aîné de Pierre Paul Giraud, receveur principal des Postes, adjoint de Georges-Évariste Colombel en 1881, et de Gabrielle Mangin, fille de Victor.
Dans les années 1890, Maxime Giraud-Mangin est rédacteur en chef du journal républicain opportuniste Le Progrès de Loire-Inférieure fondé en 1881 par Paul-Émile Sarradin, Gustave Roch, Alfred Riom.

## Marcel Giraud-Mangin (1872-1949)
Marcel Paul Giraud(-Mangin), frère cadet du précédent, naît le 10 janvier 1872 à Nantes.
En 1897, il crée avec Jules Grandjouan la Revue nantaise, bimensuelle, qui est interrompue au bout d'une année.
Responsable de la bibliothèque municipale de Nantes dans les années 1930, auteur d'ouvrages divers, dont une Histoire de Nantes.

### Fonds d'archives et registres d'état-civil
- Registres d'état-civil de Nantes (Archives municipales) : 
  - Acte du second mariage de Louis Victor Mangin : 1806, 3e division, 17 avril, vue 35
  - Acte de naissance de Victor Mangin : 1819, 5e et 6e cantons, 10 février, vue 11
  - Acte de naissance de Félix Mangin : Nantes, 1823, 5e et 6e cantons, 23 avril, vue 36
  - Acte de naissance d'Evariste Mangin : Nantes, 1825, 5e et 6e cantons, 8 août, vue 91
  - Acte de naissance de Rosalie Mangin : Nantes, 1826, 5e et 6e cantons, 29 novembre, vue 124
  - Acte de mariage de Victor Mangin : 1842, 5e canton, 7 juin, vue 40
  - Acte de naissance de Gabrielle Mangin : 1849, 5e canton, 3 décembre, vue 61 (née la veille)
  - Acte de naissance de Maxime Giraud-Mangin : 1869, 5e canton, 14 août, vue 37 (né deux jours avant)
  - Acte de naissance de Marcel Giraud-Mangin : 1872, 5e canton, 12 janvier, vue 61 (né deux jours avant)